# Abedin Dino
Abedin Dino (ur. 5 kwietnia 1843 w Prewezie, zm. 9 maja 1908 w Konstantynopolu) − XIX-wieczny polityk osmański i albański wywodzący się z Czamów (Albańczyków z Epiru), jeden z założycieli Ligi Prizreńskiej, działacz albańskiego odrodzenia narodowego, poeta.

## Pochodzenie
Abedin Dino urodził się w miejscowości Preweza w Epirze (Grecja). Pochodził z bogatej, bardzo szanowanej i arystokratycznej rodziny Dino, posiadającej majątki ziemskie w rejonie Prewezy (wsie: Lura, Çaprazli, Strevinë i in.). Przedstawiciele rodu trudnili się gospodarką rolną, ale też handlem czy transportem morskim. Pełnili wiele funkcji w lokalnej administracji i wojsku. Abedin był synem Ahmeta Dino (1785-1849), który jako generał osmański wziął udział w opanowaniu Egiptu przez Muhammada Alego (Albańczyka z pochodzenia), a potem w 1847 r. w powstaniu pod wodzą Zenela Gjoleki w okresie Tanzimatu; matką była Saliha Çapari
Abedin Dino odebrał staranne wykształcenie, ukończył słynne z wysokiego poziomu nauczania gimnazjum Zosimaia w Janinie, potem studiował na Sorbonie. Znał kilka języków: obok albańskiego, dimotiki i tureckiego, także grekę klasyczną, łacinę, włoski, francuski, arabski i perski.

## Kariera
Abedin Dino od 1864 r. przebywał w Stambule, gdzie pełnił funkcję adiutanta w gwardii sułtańskiej, co według standardów epoki, było jednocześnie okazją budowania kariery politycznej. Abedin zdobył wiedzę w zakresie wojskowości, administracji i kultury.
Początkiem jego kariery było powołanie na stanowisko zastępcy prefekta Prewezy, potem został prefektem okręgu Arta. Pełnił też wysokie funkcje w administracji w Izmirze, był burmistrzem Sofii, walim Tekfürdağı (nad Morzem Marmara) i Warny. W 1871 r. został komisarzem giełdy w Stambule, którą pełnił przez pięć lat. 
Związany z Midhatem Paszą i Młodymi Osmanami był jednym z twórców pierwszej tureckiej konstytucji (Kanun-ı Esasî), wprowadzonej w 1876 r. pod naciskiem polityków młodoosmańskich.

## Działalność patriotyczna
Po anulowaniu konstytucji przez sułtana Abdul Hamida II, Abedin Dino, chociaż pełnił ważne stanowiska państwowe, zaangażował się w działalność niepodległościową.
W lutym 1878 r. rząd grecki zorganizował wyprawę dużego oddziału 600 ochotników, tzw. Epirotów, pracujących w Grecji, a dowodzonego przez oficerów z greckiej wyspy Korfu, który wylądował 12 lutego 1878 w pobliżu Sarandy. Miał przy tym nadzieję, że grecka flaga będzie sygnałem do wybuchu powstania miejscowej ludności przeciw Turkom. Oddział zajął Sarandę i kilka pobliskich miejscowości. Tymczasem lokalna ludność, głównie albańska, wystąpiła przeciw Grekom. Abedin Dino jako dowódca operacji, wraz z bratem, Veselinem, zmusił siły greckie do wycofania 23 lutego 1878 z dużymi stratami.
W 1878 roku występował jako przedstawiciel Ligi z Prizrenu na Czamerię. Działając w jej imieniu ustanowił lokalną władzę w Janinie. Na Kongres berliński w 1878 r. z innymi liderami Ligi wysłał memorandum z żądaniem zachowania niepodzielności terenów albańskich w ramach Turcji, mające na celu opór przeciw przyznaniu Epiru Grecji. 1 listopada 1878 Abedin Dino wraz z innymi (głównie muzułmańskimi) delegatami złożył w Stambule rezolucję do rządu tureckiego o utworzenie autonomicznego wilajetu albańskiego, obejmującego także Janinę. W sytuacji presji greckiej na przyłączenie Epiru wraz z Czamerią, tj. ziemiami zamieszkanymi przez albańskich Czamów, 11 stycznia 1879 w domu Dino odbyło się zgromadzenie delegatów albańskich, którzy wzięli później udział w rozpoczętej 6 lutego 1879 r. konferencji w Prewezie w sprawie ustalenia granicy. Dzięki stanowczości Abedina Czameria pozostała w granicach Turcji, co zostało uhonorowane przez Turcję przyznaniem mu tytułu paszy. W marcu 1879 r. wziął udział w delegacji albańskiej (z udziałem Abdyla Frashëriego) do pięciu stolic wielkich mocarstw: Rzymu, Paryża, Londynu, Berlina i Wiednia. Nie odwiedzono Rosji, która popierała prawosławne Grecję i Serbię i była przeciwnikiem Turcji. 10 czerwca 1880 Abedin Dino został powołany na stanowisko ministra spraw zagranicznych Turcji, choć nie pozostał na nim długo, gdyż porzucając przywileje musiał ustąpić nie godząc się na ustępstwa wobec Grecji, natomiast sułtan Abd-ul-Hamid II w trosce o dobre stosunki z mocarstwami zachodnimi prowadził politykę bardziej ugodową.
Ponadto trwała wówczas walka Albańczyków o całkowitą niezależność od Turcji. Jednak w 1881 r. po zajęciu Ulcinja (opanowanemu przez powstańców albańskich, a przeznaczonemu przez kongres berliński Czarnogórze) – Turcy aresztowali przywódców Ligi Prizreńskiej, w tym Abdyla Frashëriego (któremu wyrok śmierci zamieniono na dożywocie), po czym niektórych deportowali. Albańczycy lojalni wobec Turcji, jak Dino, byli przeciwko całkowitej niezależności Albanii, będąc świadomymi rosnącego zagrożenia ze strony Grecji, Serbii i Czarnogóry. W wyniku porozumienia berlińskiego w 1881 r. Grecja uzyskała jedynie okręg Arty.
W późniejszych latach Abedin Dino pełnił różne wysokie stanowiska: był m.in. walim Adenu i szefem służby celnej na Dodekanezie (z siedzibą w Rodos). W 1904 na prośbę sułtana został ponownie wezyrem (ministrem) w rządzie Mehmeda Ferida Paszy, z pochodzenia również Albańczyka. W 1906 r. zmarł nagle na wielkim dziedzińcu pałacu sułtańskiego Dolmabahçe. W prasie albańskiej zamieszczano pogłoski o jego otruciu przez sułtana Abd-ul-Hamida II lub agenta rosyjskiego zatrudnionego w pałacu.
Jego syn, Rasih Dino był współzałożycielem pierwszej albańskiej szkoły w Prewezy, a w 1913 przewodniczącym delegacji albańskiej, która podpisała układ w Londynie, będący następstwem I wojny bałkańskiej i dzięki któremu powstało niepodległe państwo albańskie, a wnuk Ali Dino założycielem Partii Czamerii i przez dwie kadencje posłem do greckiego parlamentu.

## Poeta
Dino był także poetą, napisał m.in. pieśń „Këngë për Shqipërin” (alb. „Piosenka dla Albanii”, 1879), „Të nxiturit e Shqipërisë tuke përpjeturë” (1880), „Poema e Shenjtë” (Poemat świętego, 1884), „Poezje” (1888). Tłumaczył na język albański poematy XIII-wiecznego sufickiego poety perskiego, Rumiego.